# Trofeul Iașin
Trofeul Iașin (în engleză Yashin Trophy, în franceză Trophée Yachine) este un premiu fotbalistic acordat anual de France Football celui mai bun portar din lume.
Premiul poartă numele fostului portar al Uniunii Sovietice, Lev Iașin, iar câștigătorul este selectat de foștii câștigători ai Balonului de Aur de la crearea sa în 2019.

## Câștigători

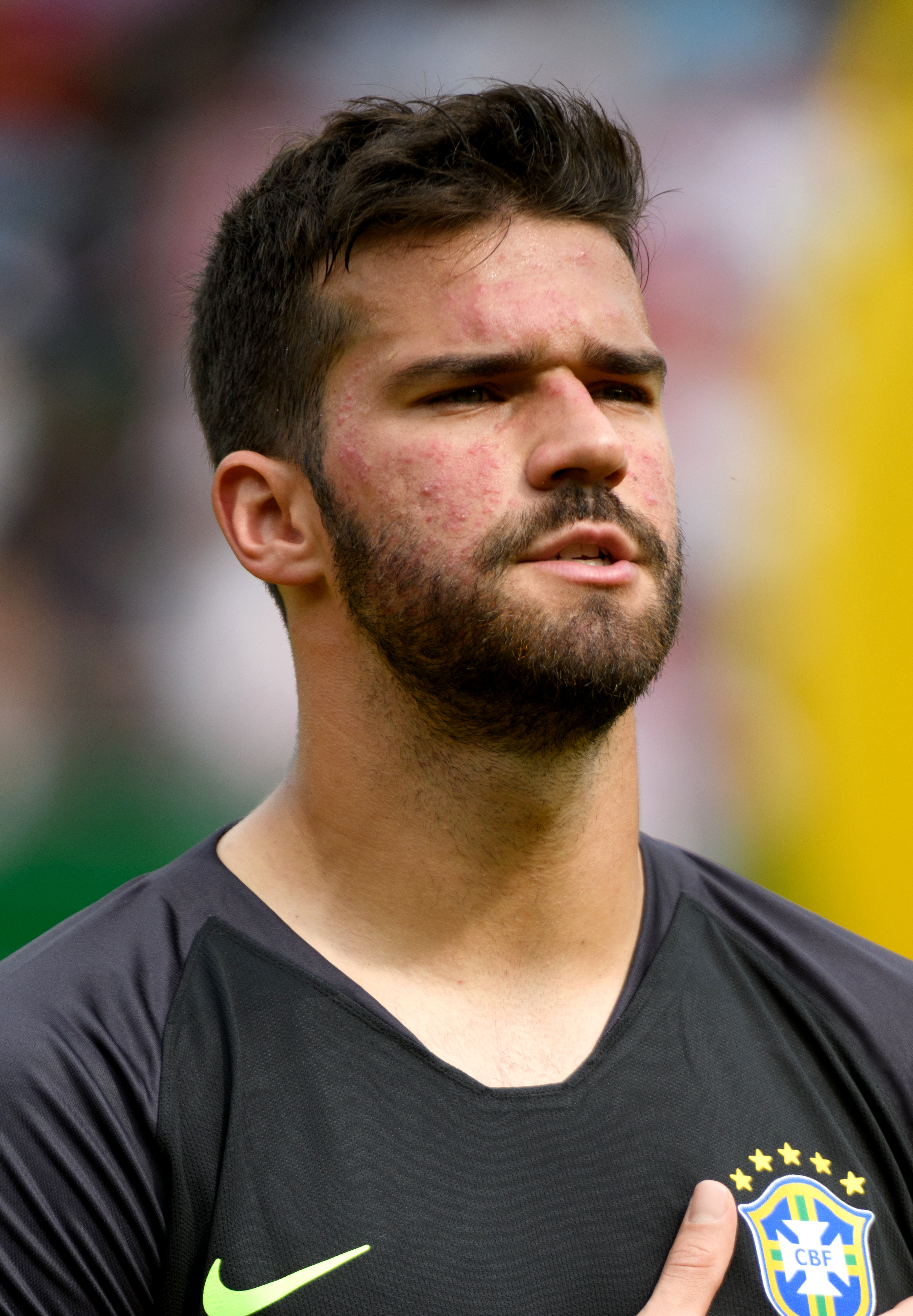
Alisson, câștigătorul inaugural al Trofeului Iașin

| An   | Rang                                   | Jucător                                | Club                                   | Puncte                                 |
| ---- | -------------------------------------- | -------------------------------------- | -------------------------------------- | -------------------------------------- |
| 2019 | 1                                      | Alisson                                | Liverpool                              | 795                                    |
| 2019 | al 2-lea                               | Marc-André ter Stegen                  | Barcelona                              | 284                                    |
| 2019 | al 3-lea                               | Ederson                                | Manchester City                        | 142                                    |
|      |                                        |                                        |                                        |                                        |
| 2020 | Anulat din cauza pandemiei de COVID-19 | Anulat din cauza pandemiei de COVID-19 | Anulat din cauza pandemiei de COVID-19 | Anulat din cauza pandemiei de COVID-19 |
|      |                                        |                                        |                                        |                                        |
| 2021 | 1                                      | Gianluigi Donnarumma                   | Paris Saint-Germain                    | 594                                    |
| 2021 | al 2-lea                               | Édouard Mendy                          | Chelsea                                | 404                                    |
| 2021 | al 3-lea                               | Jan Oblak                              | Atletico Madrid                        | 155                                    |
|      |                                        |                                        |                                        |                                        |
| 2022 | 1                                      | Thibaut Courtois                       | Real Madrid                            | 456                                    |
| 2022 | al 2-lea                               | Alisson                                | Liverpool                              | 108                                    |
| 2022 | al 3-lea                               | Ederson                                | Manchester City                        | 155                                    |
|      |                                        |                                        |                                        |                                        |
| 2023 | 1                                      | Emiliano Martínez                      | Aston Villa                            | 456                                    |
| 2023 | al 2-lea                               | Ederson                                | Manchester City                        | 108                                    |
| 2023 | al 3-lea                               | Yassine Bounou                         | Sevilla                                |                                        |

### După jucător
| Jucător               | Câștigător | Locul doi | Locul al treilea |
| --------------------- | ---------- | --------- | ---------------- |
| Alisson               | 1 (2019)   | 1 (2022)  | –                |
| Gianluigi Donnarumma  | 1 (2021)   | –         | –                |
| Thibaut Courtois      | 1 (2022)   | –         | –                |
| Emiliano Martínez     | 1 (2023)   | –         | –                |
| Ederson               | –          | 1 (2023)  | 2 (2019, 2022)   |
| Marc-André ter Stegen | –          | 1 (2019)  | –                |
| Édouard Mendy         | –          | 1 (2021)  | –                |
| Jan Oblak             | –          | –         | 1 (2021)         |
| Yassine Bounou        | –          | –         | 1 (2023)         |

### După țară
| Țară      | Jucători | Câștigă |
| --------- | -------- | ------- |
| Brazilia  | 1        | 1       |
| Italia    | 1        | 1       |
| Belgia    | 1        | 1       |
| Argentina | 1        | 1       |

### După club
| Club                | Jucători | Câștigă |
| ------------------- | -------- | ------- |
| Liverpool           | 1        | 1       |
| Paris Saint-Germain | 1        | 1       |
| Real Madrid         | 1        | 1       |
| Aston Villa         | 1        | 1       |